# Queen Naija
Queen Naija Bulls (Detroit, 17 de outubro de 1995) é uma cantora e compositora norte-americana.